# Paiyur
Paiyur es una  ciudad censal situada en el distrito de Tiruvannamalai en el estado de Tamil Nadu (India). Su población es de 7555 habitantes (2011). Se encuentra a 61 km de Tiruvannamalai y a 42 km de Vellore.

## Demografía
Según el censo de 2011 la población de Paiyur era de 7555 habitantes, de los cuales 3723 eran hombres y 3832 eran mujeres. Paiyur tiene una tasa media de alfabetización del 71,74%, inferior a la media estatal del 80,09%: la alfabetización masculina es del 81,32%, y la alfabetización femenina del 62,57%.